# Flor de l'home penjat
La flor de l'home penjat o herba de l'home penjat (Aceras anthropophorum) és una espècie del gènere monotípic Aceras, tot i que sovint es troba classificada dins del gènere Orchis, amb el qual està estretament relacionada, i s'anomena en aquest cas Orchis anthropophora. El seu nom comú prové de la semblança de la seva flor amb un ésser humà, el cap correspondria al conjunt de pètals i sèpals, i el tronc i les extremitats als lòbuls del label. El seu nom científic també fa referència a aquesta similitud, del grec a ('sense') i keras ('corn'), per la flor sense esperó i antropophorum àntropos ('home') i phéro ('portador'). També pot rebre els noms d'home penjat, homenets i homo penjat.

## Morfologia

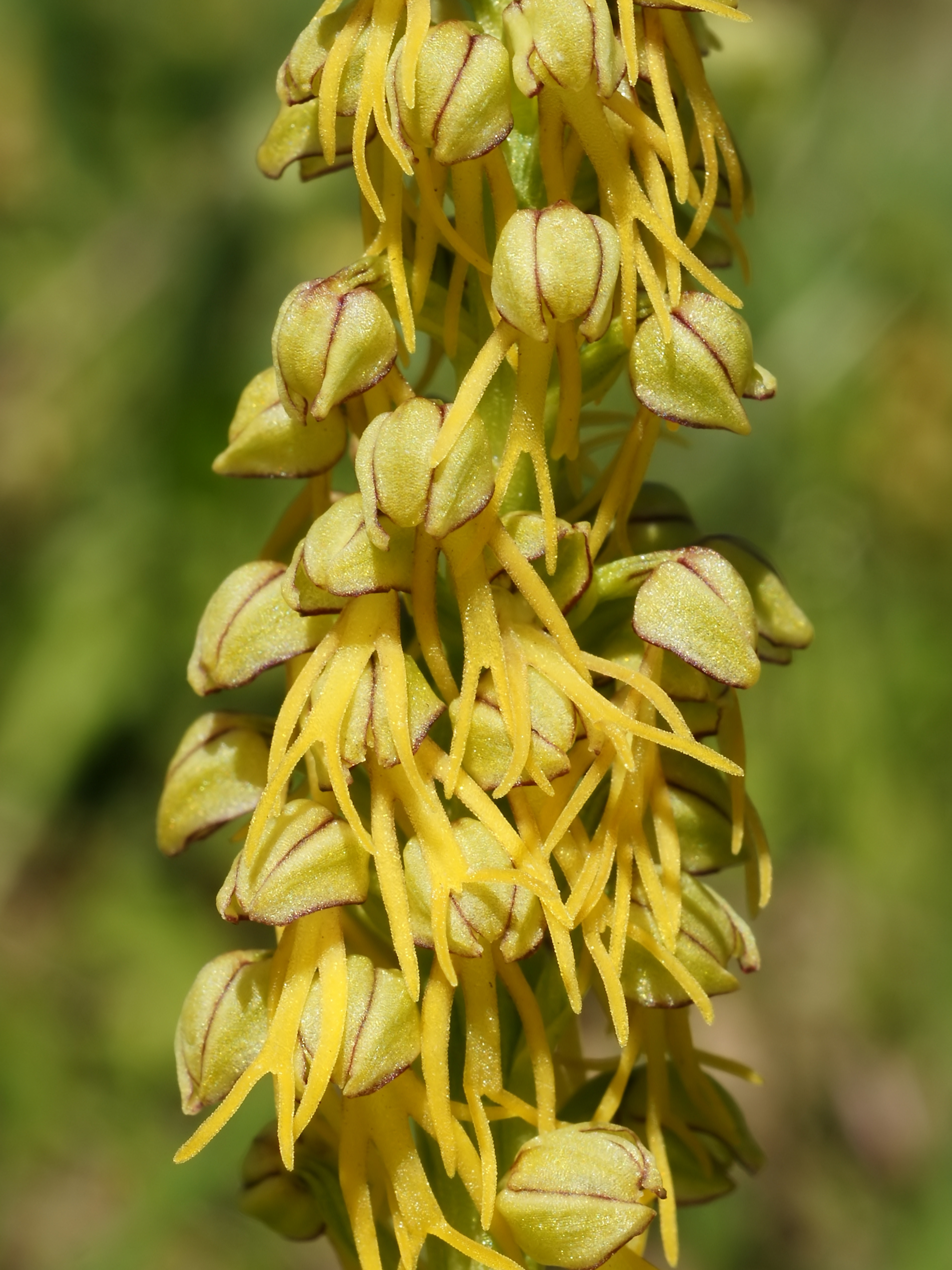
Aceras anthropophora,
(L.) R. Br. (1814)

Aquesta orquídia és una planta herbàcia perenne i assoleix entre 20 i 40 cm d'alçada. La part aèria es desenvolupa a partir d'un tubercle d'uns 6 cm de diàmetre en forma de roseta basal de 5 cm de fulles lanceolades, i entre abril i juny creix i floreix una inflorescència en forma d'una espiga central que conté fins a unes cinquanta flors, petites i sense peduncle. El color de les flors varia entre el verd clar amb el label groc verdós fins al verd llistat de porpra.

## Ecologia
La flor de l'home penjat prefereix prats amb insolació moderada i creix sobre sòls ben drenats i sovint calcaris. Es troba en l'àrea mediterrània, a l'Europa central i occidental i arriba la seva distribució fins al sud d'Anglaterra. També creix en zones alpines, fins a alçades moderades. Als Països Catalans, es troba a Catalunya, al País Valencià, a Mallorca, Menorca i Eivissa.